# Andreia Sousa
Andreia Catarina Ferreira de Sousa (* 6. Oktober 1986) ist eine portugiesische Fußballschiedsrichterassistentin.
Sousa ist Schiedsrichterassistentin im portugiesischen Frauenfußball. Darüber hinaus leitet sie auch Spiele im portugiesischen Herrenbereich, unter anderem seit der Saison 2021/22 in der Segunda Liga und seit der Saison 2023/24 in der Primeira Liga.
Seit 2016 steht sie auf der Liste der FIFA-Schiedsrichter und ist bei internationalen Fußballspielen im Einsatz. Sousa war bzw. ist Schiedsrichterassistentin in der Women’s Champions League, in der Women’s Nations League, in der Qualifikation für die Europameisterschaften 2017 und 2025, in der europäischen WM-Qualifikation für die Weltmeisterschaft 2023 sowie bei diversen weiteren Qualifikations- und Freundschaftsspielen.
Zusammen mit Sandra Braz und Rita Cabañero Mompó wurde Sousa als europäisches Gespann für die Copa América 2022 in Kolumbien nominiert; gemeinsam leiteten sie zwei Gruppenspiele.